# Tatra 613

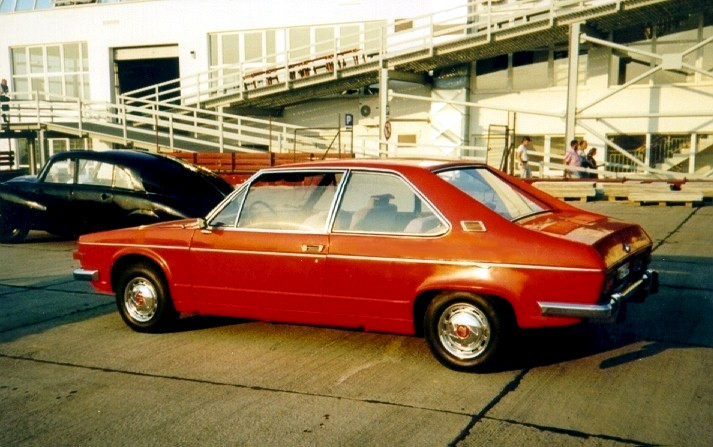
Tatra 613 Coupé Vignale Prototyp (1969)

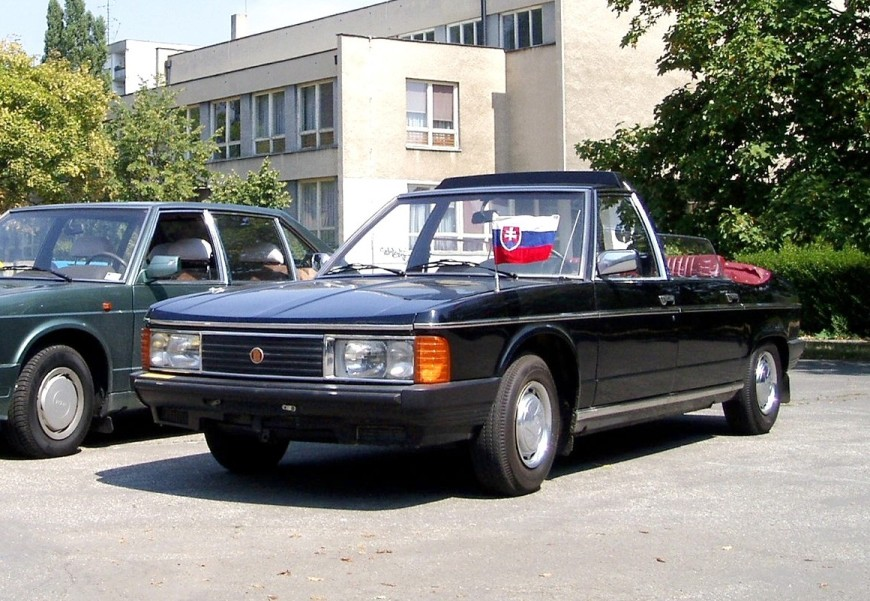
Tatra 613 K (Cabriolet)

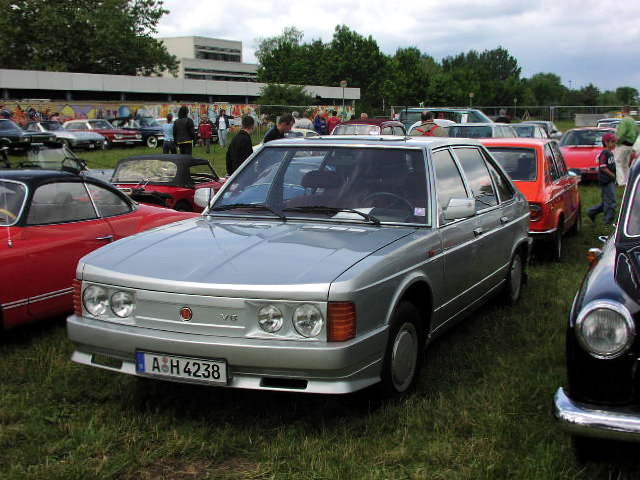
Tatra 613-3

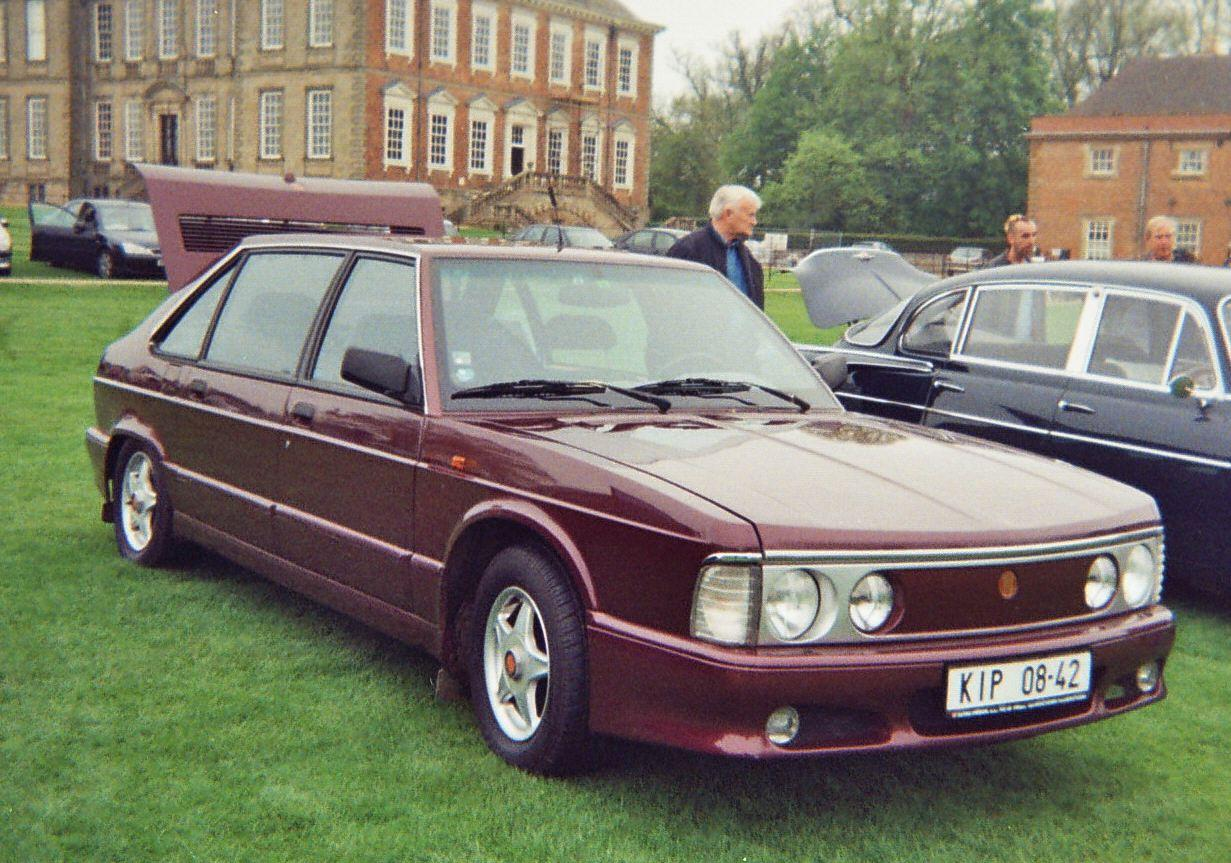
Tatra 613-4

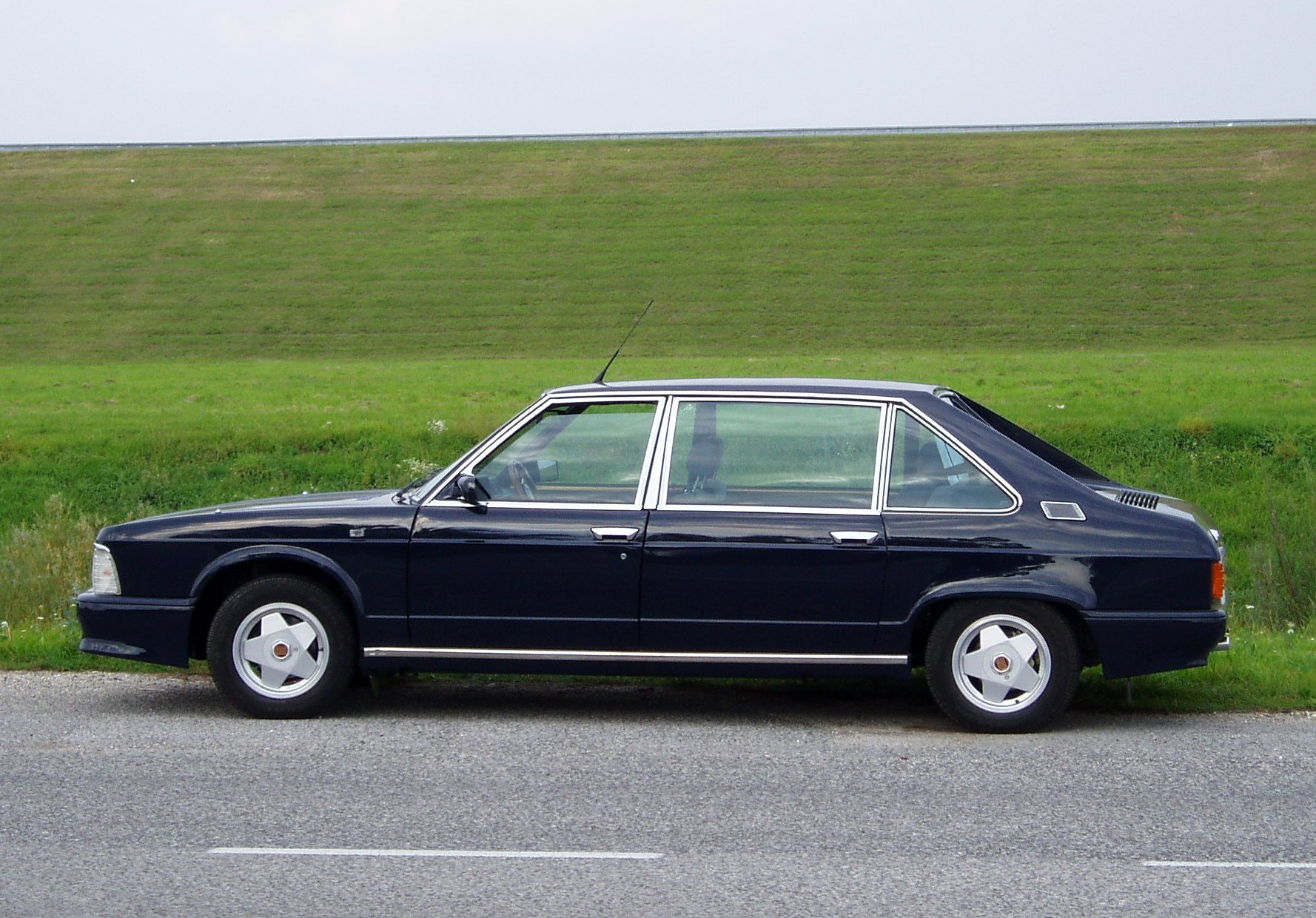
Tatra 613-4 Mi lang

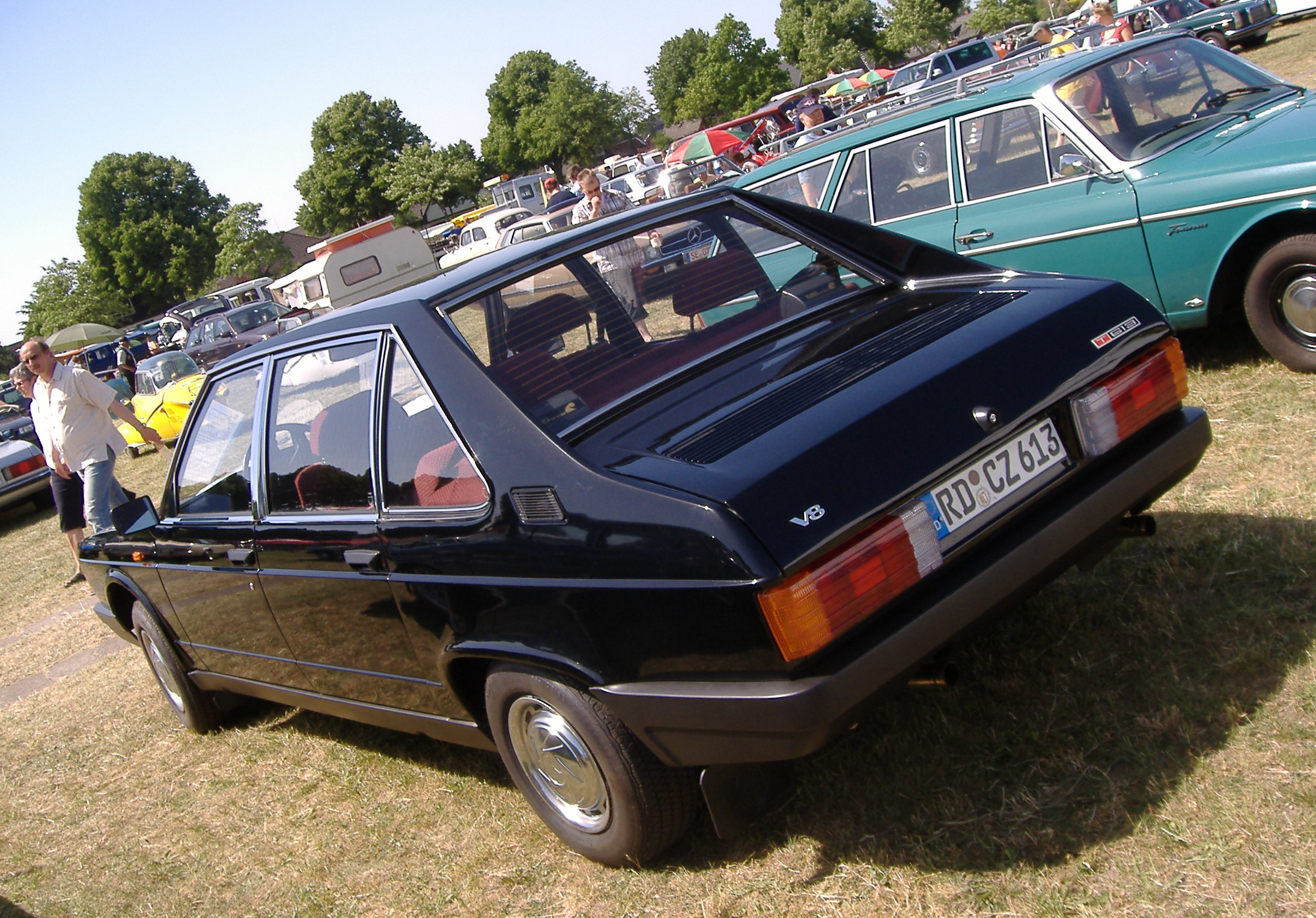
Tatra 613 V8 Heckansicht

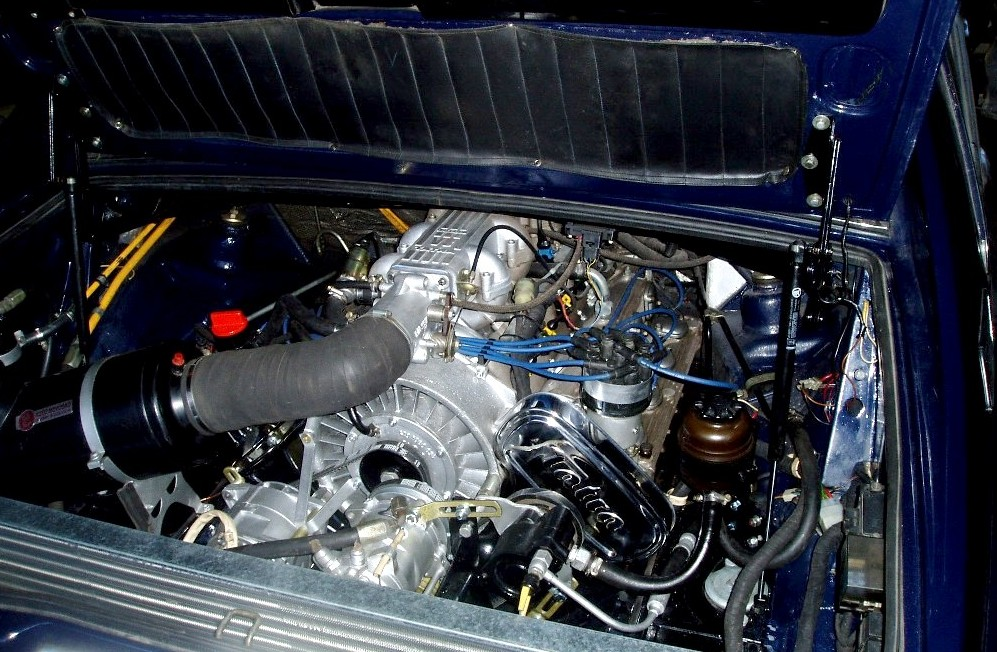
Motor des Tatra 613-4 Mi

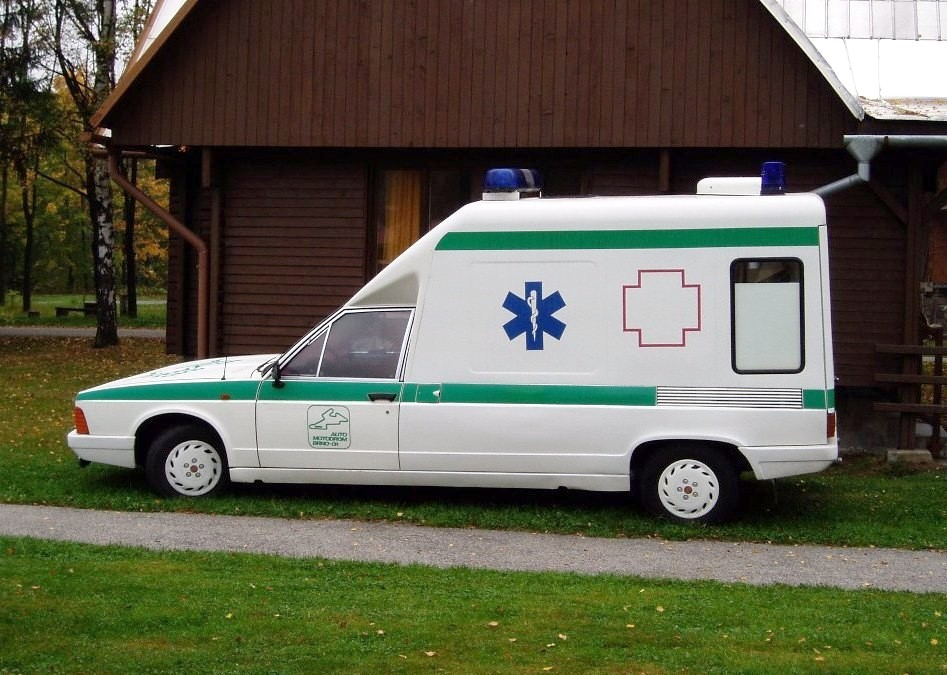
Tatra 613 Ambulanz

Der Tatra 613 ist ein Pkw der Oberklasse des tschechoslowakischen und heute tschechischen Herstellers Tatra. Er ging 1974 als Nachfolger des Tatra 603 in Serie.

## Allgemeines
Schon Jahre vor Serienbeginn kursierten Abbildungen von Prototypen des Tatra 613, und auf der Maschinenmesse in Brno 1972 wurde ein Prototyp des 613 bereits im Zubringerdienst zur Ausstellung eingesetzt. Die Serienproduktion setzte 1974 ein. Die Karosserie wurde vom italienischen Automobildesignunternehmen Carrozzeria Vignale entworfen. Der luftgekühlte 3,5-Liter-V8-Motor war über der angetriebenen Hinterachse eingebaut. Während seiner Produktionszeit erfuhr er mehrere Modellpflegen. Die Versionsnummer wurde bis hin zu Tatra 613-4 der Bezeichnung angefügt.
Die Gesamtproduktion aller vier Modellversionen betrug 11.009 Fahrzeuge. Die ersten 2 Fahrzeuge verließen 1973 die Fabrik. Ende der 1970er erreichte der T613 den Produktionshöhepunkt mit rund 1.000 Fahrzeugen pro Jahr. 1983 wurden nur noch 106 Exemplare gebaut. 1987 waren es 352 Fahrzeuge und 1989 lag die Zahl bei 470 Exemplaren. In der Gesamtproduktion von 11.009 Fahrzeugen sind 3 Prototypen sowie die 133 Exemplare des T613 S enthalten. Die fünfte Version 1996 wurde in Tatra 700 umbenannt.

## Technik
Tatra behielt die Tradition der Verwendung eines luftgekühlten V8-Heckmotors auch im Typ 613 bei. Im Vergleich zum Vorgängermodell war der Hubraum mit 3495 cm³ erheblich größer, und die Leistung betrug nun unterschiedlichen Angaben zufolge 165, 168 oder 173 PS. Fortschrittlich war die Hochspannungskondensatorzündung (HKZ) des 613. Die Übersetzung wurde mittels eines 4-Gang-Getriebes manuell gewechselt. Mit schraubengefederten Längslenkern, die an einem Querträger gelagert waren, verabschiedete sich Tatra von der bisher verwendeten Pendelachse. An den Vorderrädern gab es Dreiecksquerlenker und MacPherson-Federbeine, sowie einen Querstabilisator und zusätzliche Gummifedern. Zahnstangenlenkung und rundum Scheibenbremsen waren weitere Merkmale des Fahrwerks. Der Tank befand sich unter der Rücksitzbank. Zur Ausstattung zählten ein Drehzahlmesser und eine motorunabhängige Benzinheizung. Einige Bleche der selbsttragenden Karosserie waren reparaturfreundlich verschraubt ausgeführt, darunter die vorderen Kotflügel, die Bugpartie und Heckblende.
1979 wurde dem Tatra 613 das höchste Qualitätssiegel Q der ČSSR zuerkannt. Grundlage der Bewertung war ein Qualitätsvergleich mit einem Rover 3500 und einem Renault 30 TS.

## Versionen
1974–1980: Tatra 613

1980–1984: Tatra 613-2

1980–1992: Tatra 613 S (Special)

1984–1984: Tatra 613 K (Cabriolet)

1984–1985: Tatra 613-2/I

1985–1991: Tatra 613-3

1991–1996: Tatra 613-4 und Tatra 613-4 lang

1991–1996: Tatra 613-4 Mi und Tatra 613-4 Mi lang

## Technische Daten
Typ 613 Baujahr 1974–80

- Länge: 5025 mm
- Breite: 1800 mm
- Gesamthöhe: 1505 mm
- Radstand: 2980 mm
- Spurweite vorne: 1520 mm
- Spurweite hinten: 1520 mm
- Bodenfreiheit: 160 mm
- Motor T613, später T613E: Achtzylinder-V-Motor mit DOHC-Ventilsteuerung, luftgekühlt (1 axiales Kühlgebläse), 2 Doppelvergaser
- Hubraum: 3496 cm³
- Leistung: 165 PS (121 kW) bei 5200 min−1
- Getriebe: Einscheiben-Trockenkupplung, Viergang-Schaltgetriebe mit Mittelschaltung, vollsynchronisiert
- Antriebsart: Heckantrieb
- Leergewicht 1670 kg
- Höchstgeschwindigkeit 190 km/h (Werksangabe)
- Normverbrauch: 18 bis 15,4 l/100 km

Typ 613-2 Baujahr 1980–84

- Länge: 5025 mm
- Breite: 1800 mm
- Gesamthöhe: 1505 mm
- Radstand: 2980 mm
- Spurweite vorne: 1520 mm
- Spurweite hinten: 1520 mm
- Bodenfreiheit: 180 mm
- Motor T613E, später T613E1: V8-Motor mit DOHC-Ventilsteuerung, luftgekühlt (1 axiales Kühlgebläse), 2 Doppelvergaser
- Hubraum: 3496 cm³
- Leistung: 168 PS (124 kW) bei 5200 min−1
- Getriebe: Einscheiben-Trockenkupplung, Viergang-Schaltgetriebe mit Mittelschaltung, vollsynchronisiert
- Antriebsart: Heckantrieb
- Leergewicht 1690 kg
- Höchstgeschwindigkeit 190 km/h (Werksangabe)
- Normverbrauch: 15,4 bis 14,0 l/100 km

Typ 613 S Baujahr 1980–92

- Länge: 5185 mm
- Breite: 1800 mm
- Gesamthöhe: 1505 mm
- Radstand: 3130 mm
- Spurweite vorne: 1520 mm
- Spurweite hinten: 1520 mm
- Bodenfreiheit: 160 mm
- Motor T613S1: V8-Motor mit DOHC-Ventilsteuerung, luftgekühlt (1 axiales Kühlgebläse), 2 Doppelvergaser
- Hubraum: 3496 cm³
- Leistung: 168 PS (124 kW) bei 5200 min−1
- Getriebe: Einscheiben-Trockenkupplung, Viergang-Schaltgetriebe mit Mittelschaltung, vollsynchronisiert
- Antriebsart: Heckantrieb
- Leergewicht 1840 kg
- Höchstgeschwindigkeit 190 km/h (Werksangabe)
- Normverbrauch: 15,8 bis 14,1 l/100 km

Typ 613 K (Cabriolet) Baujahr 1984

- Länge: 5150 mm
- Breite: 1802 mm
- Gesamthöhe: 1505 mm
- Radstand: 2980 mm
- Spurweite vorne: 1520 mm
- Spurweite hinten: 1520 mm
- Bodenfreiheit: 160 mm
- Motor T613K1 (E1): V8-Motor mit DOHC-Ventilsteuerung, luftgekühlt (1 axiales Kühlgebläse), 2 Doppelvergaser
- Hubraum: 3496 cm³
- Leistung: 168 PS (124 kW) bei 5200 min−1
- Getriebe: Dreigang-Automatikgetriebe BorgWarner 65 mit Mittelschaltung
- Antriebsart: Heckantrieb
- Leergewicht 1870 kg
- Höchstgeschwindigkeit 130 km/h (Werksangabe)
- Normverbrauch: 14,4 l/100 km (12 l/100 km bei 85 km/h)

Typ 613-2/I Baujahr 1984–85

- Länge: 5025 mm
- Breite: 1800 mm
- Gesamthöhe: 1505 mm
- Radstand: 2980 mm
- Spurweite vorne: 1520 mm
- Spurweite hinten: 1520 mm
- Bodenfreiheit: 180 mm
- Motor T613E1: V8-Motor mit DOHC-Ventilsteuerung, luftgekühlt (1 axiales Kühlgebläse), 2 Doppelvergaser
- Hubraum: 3496 cm³
- Leistung: 168 PS (124 kW) bei 5200 min−1
- Getriebe: Einscheiben-Trockenkupplung, Viergang-Schaltgetriebe mit Mittelschaltung, vollsynchronisiert
- Antriebsart: Heckantrieb
- Leergewicht 1690 kg
- Höchstgeschwindigkeit 190 km/h (Werksangabe)
- Normverbrauch: 14,0 l/100 km

Typ 613-3 Baujahr 1985–91

- Länge: 5000 mm
- Breite: 1800 mm
- Gesamthöhe: 1505 mm
- Radstand: 2980 mm
- Spurweite vorne: 1520 mm
- Spurweite hinten: 1520 mm
- Bodenfreiheit: 160–180 mm
- Motor T613E1/I: V8-Motor mit DOHC-Ventilsteuerung, luftgekühlt (1 axiales Kühlgebläse), 2 Doppelvergaser
- Hubraum: 3496 cm³
- Leistung: 168 PS (124 kW) bei 5200 min−1
- Getriebe: Einscheiben-Trockenkupplung, Viergang-Schaltgetriebe mit Mittelschaltung, vollsynchronisiert
- Antriebsart: Heckantrieb
- Leergewicht 1690 kg
- Höchstgeschwindigkeit 190 km/h (Werksangabe)
- Normverbrauch: 12,8 l/100 km

Typen 613-4 und 613-4 lang Baujahr 1991–96

- Länge: 5000 – 5150 mm
- Breite: 1800 mm
- Gesamthöhe: 1505 mm
- Radstand: 2980 – 3130 mm
- Spurweite vorne: 1520 mm
- Spurweite hinten: 1520 mm
- Bodenfreiheit: 160–180 mm
- Motor T613-4: V8-Motor mit DOHC-Ventilsteuerung, luftgekühlt (1 axiales Kühlgebläse – elektronisch gesteuert), 2 Doppelvergaser
- Hubraum: 3496 cm³
- Leistung: 168 PS (124 kW) bei 5200 min−1
- Getriebe: Einscheiben-Trockenkupplung, Viergang-Schaltgetriebe mit Mittelschaltung, vollsynchronisiert
- Antriebsart: Heckantrieb
- Leergewicht 1690–1840 kg
- Höchstgeschwindigkeit 190 km/h (Werksangabe)
- Normverbrauch: 12,1 l/100 km

Typ 613-4 Mi und 613-4 Mi lang Baujahr 1991–96

- Länge: 5000–5150 mm
- Breite: 1800 mm
- Gesamthöhe: 1505 mm
- Radstand: 2980–3130 mm
- Spurweite vorne: 1520 mm
- Spurweite hinten: 1520 mm
- Bodenfreiheit: 160–180 mm
- Motor T613-4i: V8-Motor mit DOHC-Ventilsteuerung, luftgekühlt (1 axiales Kühlgebläse – elektronisch gesteuert), Einspritzanlage GEMS
- Hubraum: 3496 cm³
- Leistung: 200 PS (147 kW) bei 5750 min−1
- Getriebe: Einscheiben-Trockenkupplung, Fünfgang-Schaltgetriebe mit Mittelschaltung, vollsynchronisiert
- Antriebsart: Heckantrieb
- Leergewicht 1690–1840 kg
- Höchstgeschwindigkeit 230 km/h (Werksangabe)
- Normverbrauch: 12,8 bis 13,6 l/100 km